# Synagogue Or Torah (Buenos Aires)

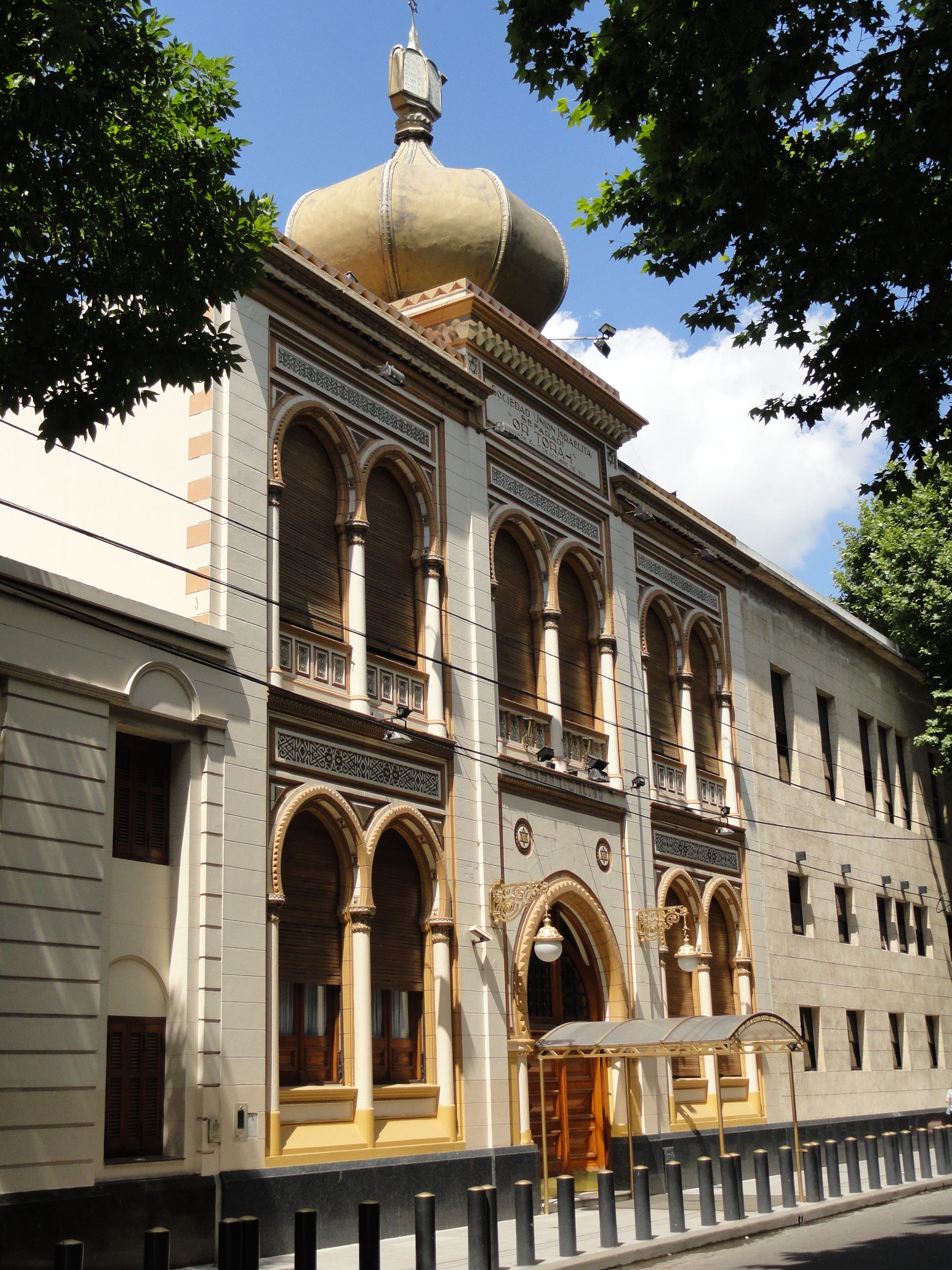
Façade sur rue de la synagogue Or Torah

La synagogue Or-Torah, située 1444 rue Brandsen dans le quartier Barracas, est l'une des deux grandes synagogues séfarades de Buenos Aires en Argentine, érigées par des Juifs originaires de Damas en Syrie. 

## La communauté juive syrienne de Buenos Aires
Les Juifs de Syrie, et principalement les jeunes des classes moyennes, commencent à quitter leur pays dès la moitié du XIXe siècle, en raison d'un antisémitisme grandissant, dont l'affaire de Damas en 1840, où des Juifs sont faussement accusés de crime rituel, n'est qu'un des épisodes les plus marquants. Ce mouvement va s'amplifier vers la fin du siècle à la suite d'une dégradation de leur situation économique due à l'ouverture en 1869 du canal de Suez, qui va tarir la route  commerciale  du désert, dégradation qui s'accentue après la Première Guerre mondiale avec la chute de l'Empire ottoman. L'émigration s'accroit encor avec les nouvelles lois sur la conscription. 
Au milieu du XIXe siècle, ces jeunes s'installent principalement à Beyrouth, en Égypte et en Angleterre à Manchester où la communauté se spécialise dans la fabrication et le commerce textile. Les rabbins et les étudiants religieux, eux, partent vers la Palestine.  Au début du XXe siècle, l'émigration est plus due à la misère et les jeunes Juifs d'Alep et de Damas, choisissent plutôt le Brésil, l'Argentine ou le Mexique et vont développer des relations commerciales suivies dans le domaine du négoce de textile avec leurs parents installés en Angleterre.   
Les jeunes émigrants se regroupent en fonction de leur communauté d'origine. À Buenos Aires, les jeunes d'Alep s'installent dans le quartier du Once (autour de la gare du onze septembre), tandis que ceux de Damas, se regroupent plutôt à La Boca ou à Barracas. 
La présence de Juifs d'Alep et de Damas à Manchester  fait la fortune des familles Teubal, Btesch, Paredes et Chami qui  envoient des représentants en Angleterre et qui importent en Argentine des cargaisons complètes de laine et de soie que leurs compatriotes  vendent dans les rues commerçantes de Lavalle, Paso, Brandsen et Patricios. Les frères Teubal sont à l'origine de l'industrie textile en Argentine, n'hésitant pas à faire venir des techniciens anglais pour assurer la qualité de leur production. Nissim Teubal ira jusqu'en Patagonie pour acheter sur pied de la laine aux éleveurs. Autour d'eux, de nombreux ateliers textiles vont se créer, et se disperser sur tout le territoire argentin.  Certaines chaînes importantes de magasins d'habillement, telles que Chemea et Tawil, avec des dizaines de magasins chacune, ont été créées par des juifs syriens.
La communauté grandit et la liberté religieuse facilite son organisation. Afin de préserver leur héritage et réaffirmer leur identité, les Juifs d'origine syrienne recrutent des rabbins formés dans leurs villes natales. De Damas et d'Alep, viennent aussi des hazzanim (chantres), des mohalim (circonciseurs) et des shohetim (abatteurs rituels) chargés du contrôle de la cacheroute, ainsi que des professeurs responsables de l'enseignement de l'hébreu et des textes sacrés. Les communautés sont très soudées, et de nombreuses associations d'aide pour les plus démunis sont fondées: elles vont prendre en charge la construction d'hôpitaux, de maisons de retraite et de cimetières pour les Juifs d'origine syrienne. Pour assurer la cohésion communautaire, sous l'impulsion du grand-rabbin Shaul Sutton Dabbah, d'Iaacob Salama et de Jacobo Mizrahi, des synagogues, des mikvés et des écoles sont construites dans les différents quartiers où sont regroupés les aleppins et les damascènes.

## La synagogueOr Torah

### Historique
La communauté juive de La Boca et de Barracas est formée principalement par des personnes originaires de Damas. Au début, et jusqu'au début des années 1920, les offices religieux et les cérémonies sont organisés dans les résidences privées de différents membres de la communauté.  Une première salle de prière est ouverte dans la rue Almirante Brown et un boucher cacher s'installe rue Necochea. Un Miniane se forme dans la maison du rabbin Iaacob Mizrahi au 943 rue Hernandarias qui sera l'embryon de l'association Or Torah.  
Le 17 octobre 1920, est fondée l'Unión Israelita Sefardí "Luz eterna" (Or-Torah), avec pour premier président Don Moisés Cohen Imach, comme vice-président Don Daniel Casabe et comme trésorier Don Nissim Muhafra qui deviendra plus tard président de l'Union et qui occupera le poste pendant 25 ans. 
En 1923, Or-Torah achète un terrain au 1444 rue Brandsen pour y bâtir une synagogue et y regrouper toutes les activités communautaires. La première pierre est posée en 1927 et la construction va durer deux ans et être confiée à l'architecte Valentini, sous la direction du rabbin Iaacob Mizrahi. Le style retenu est celui des synagogues syro-damascène. L'inauguration a lieu le premier jour de Pessah de 1930, en présence du maire de Buenos Aires, José Luis Cantilo.     

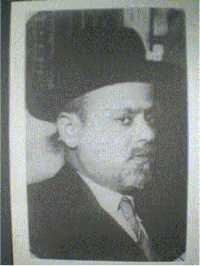
Le rabbin Mizrahi

Iaacob Mizrahi, né en 1888 à Beyrouth et ayant fait ses études rabbiniques à l'académie rabbinique de la famille Maslaton à Damas, est nommé rabbin en 1908. Dès 1909, il s'occupe des Juifs de Damas à Buenos Aires et est un des principaux moteurs de la construction de la synagogue par les dons qu'il fait à la communauté et le temps qu'il va y consacrer. Il choisit lui-même le verset qui sera inscrit sur la façade du bâtiment. Il est aussi à l'initiative de la fondation de plusieurs sociétés caritatives dont: Bené Emeth (Fils de la vérité), association d'Hevra Kaddisha (société du dernier devoir), fondée en 1913; Guemilut Hassadim (les bonnes œuvres);  Agudat Dodim (association de parrainage); Bikkour Holim (visite aux malades); la Ligue contre la tuberculose, etc.Il officie dans la nouvelle synagogue jusqu'à sa mort prématurée à 58 ans en août 1945. Il est remplacé par le rabbin Suli Eliahu Cohen, né à Damas et ayant émigré avec sa famille dans les années 1920, qui va exercer jusqu'à sa mort en 1966.  
Dès 1946, le président de la communauté est Don Alberto Julio Massri, appelé Don Julio qui occupe ce poste jusqu'à sa mort le 16 février 1985. 
En 1947, un terrain est acheté rue Wenceslao Villafañe pour la construction d'une école intégrée. La première pierre de l'édifice est posée le 12 octobre 1954 et l'école est inaugurée cinq ans plus tard. Elle prendra ultérieurement le nom d'école Rabino Eliahu Suli. En 1961, la communauté achète le terrain situé autour de la synagogue pour y faire construire une salle de sport pour les hommes, inaugurée en 1989, et pour les femmes, inaugurée en 1994.
Depuis 1990, le rabbin Raphael Freue est le guide spirituel de la communauté.

### Description de la synagogue
La synagogue est construite en style mauresque, rappelant les anciennes synagogues de Syrie. L'ensemble se compose de deux bâtiments, le premier avec sa façade sur la rue rassemble l'ensemble des activités communautaires, alors que le second séparé du premier par une courette, comprend la salle de prière et la pièce réservée aux femmes. 

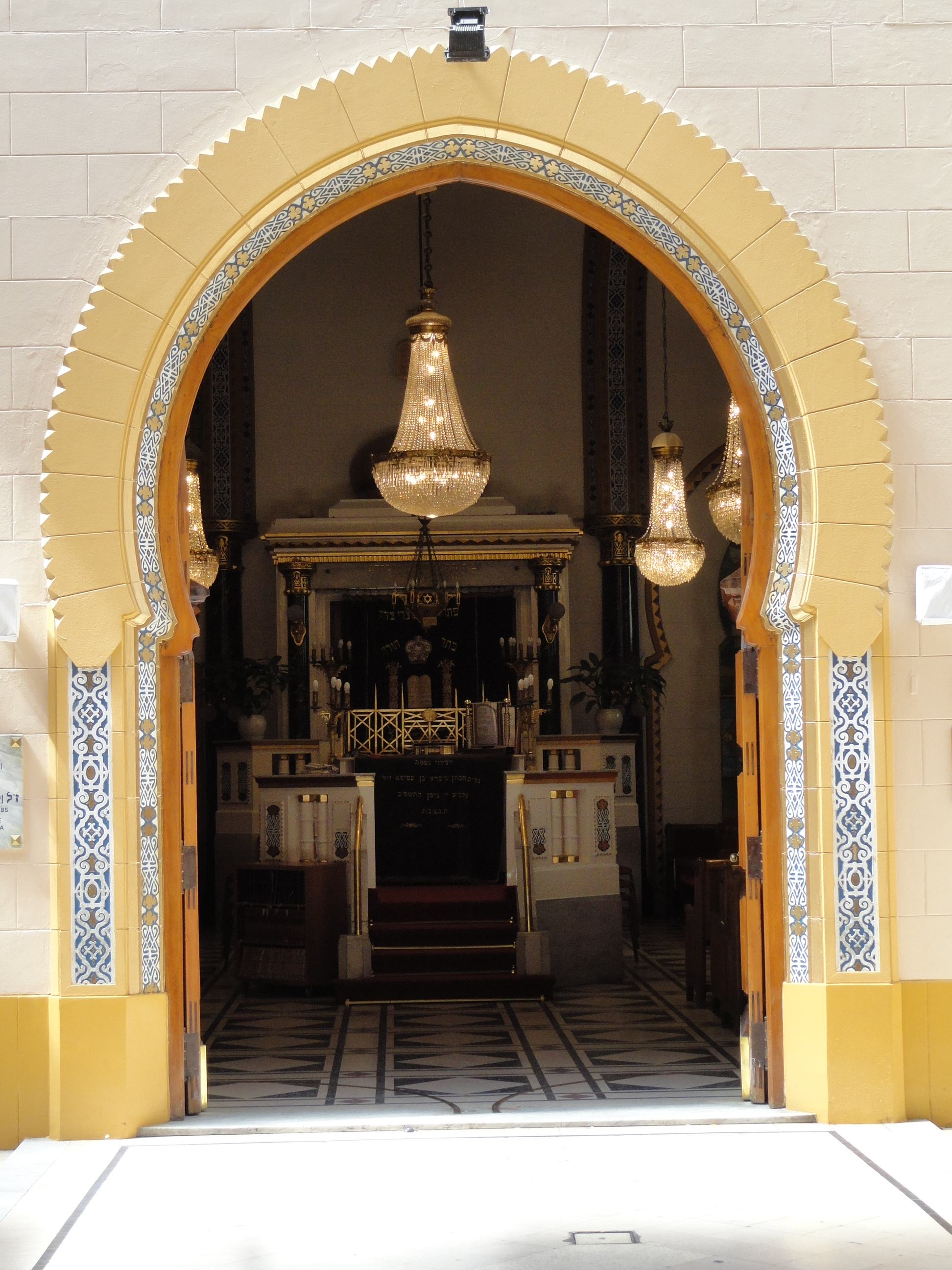
Porte d'entrée de la salle de prière, avec vue sur la Bimah et l'Arche Sainte

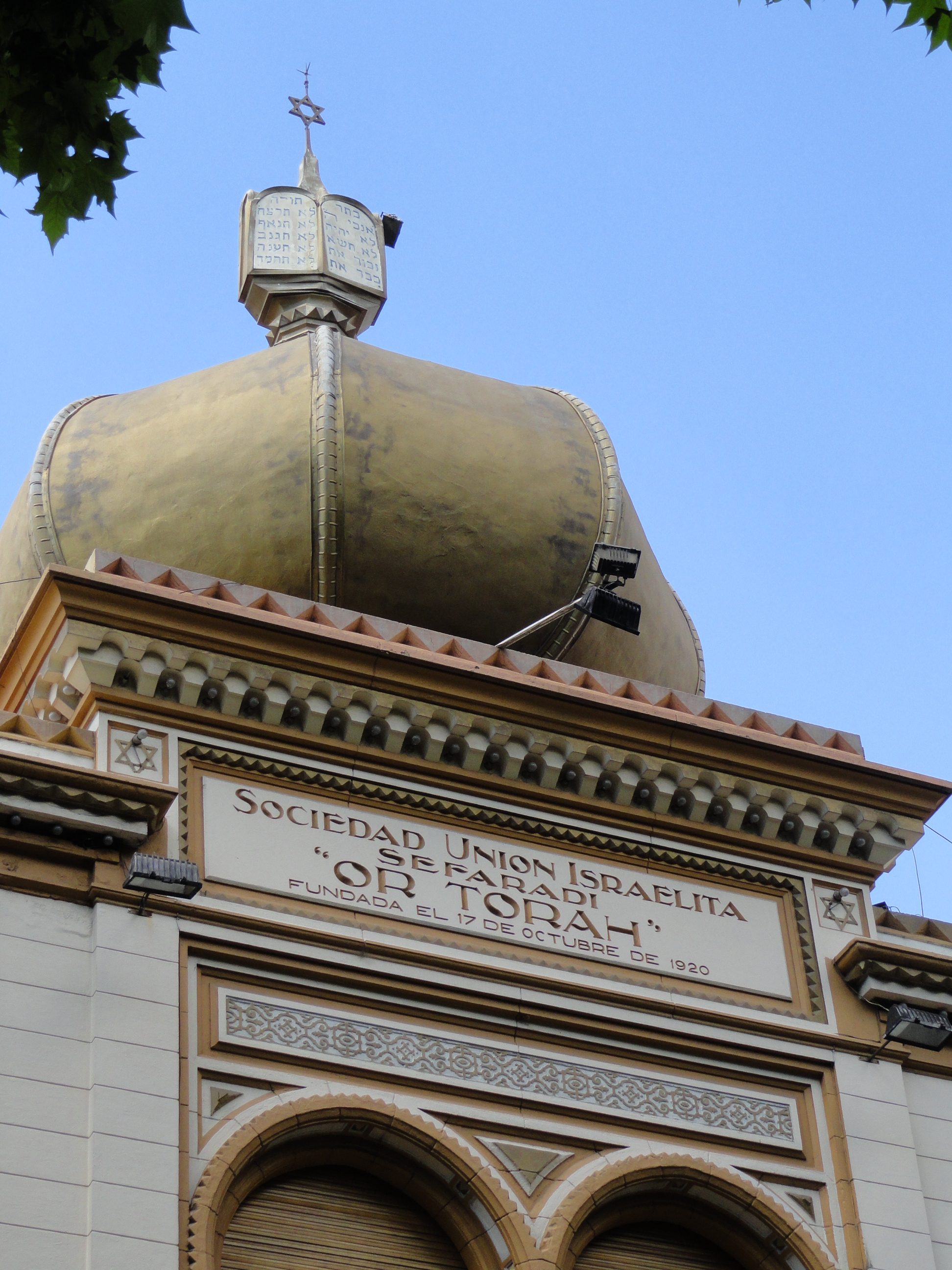
L'inscription sur le fronton de la synagogue et le dôme à bulbe

Le bâtiment sur rue, de deux niveaux, possède une façade divisée en trois parties égales, dont la centrale où se trouve la porte d'entrée, est en très légère avancée et à entablement plus important, La baie centrale à arc surbaissé outrepassé, reposant sur deux colonnettes,  accueille une porte en bois, dont la partie haute vitrée est protégée par un grillage; de part et d'autre de la baie, deux lampadaires à socle en fer forgé, peint couleur or et au-dessus, deux petites étoiles de David. Dans les deux parties latérales de la façade, au rez-de-chaussée, ainsi qu'au premier étage et au-dessus de la porte, des fenêtres géminées à arc outrepassé procurent un éclairage naturel aux différentes pièces du bâtiment. Une corniche couronne la façade. Sur l'entablement central, est inscrit en lettre majuscule:

SOCIEDAD UNION ISRAELITA
 SEFARADI
 OR TORAH
FUNDADA EL 17 DE OCTUBRE DE 1920
Le bâtiment est dominé par un dôme en bulbe à pans, couronné des Tables de la Loi et surmonté d'une étoile de David.
La pièce centrale du rez-de-chaussée est éclairée zénithalement par une immense  ouverture circulaire dans le plafond et une verrière circulaire dans le plafond du premier étage. Au niveau du premier étage, le trou circulaire dans le plancher est protégé par une rambarde métallique.  

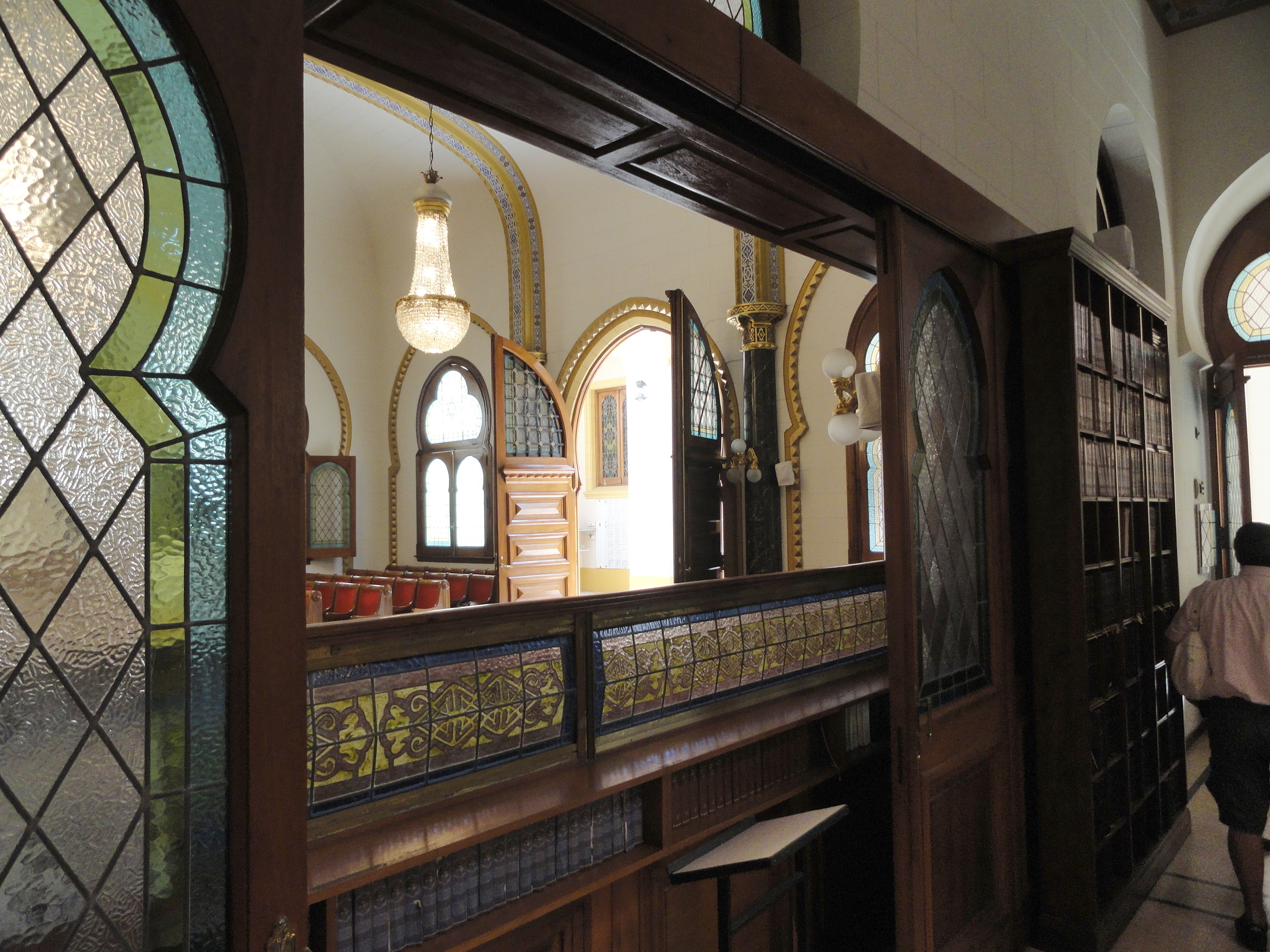
Ouverture coulissante entre la salle de prière pour les hommes et celle des femmes

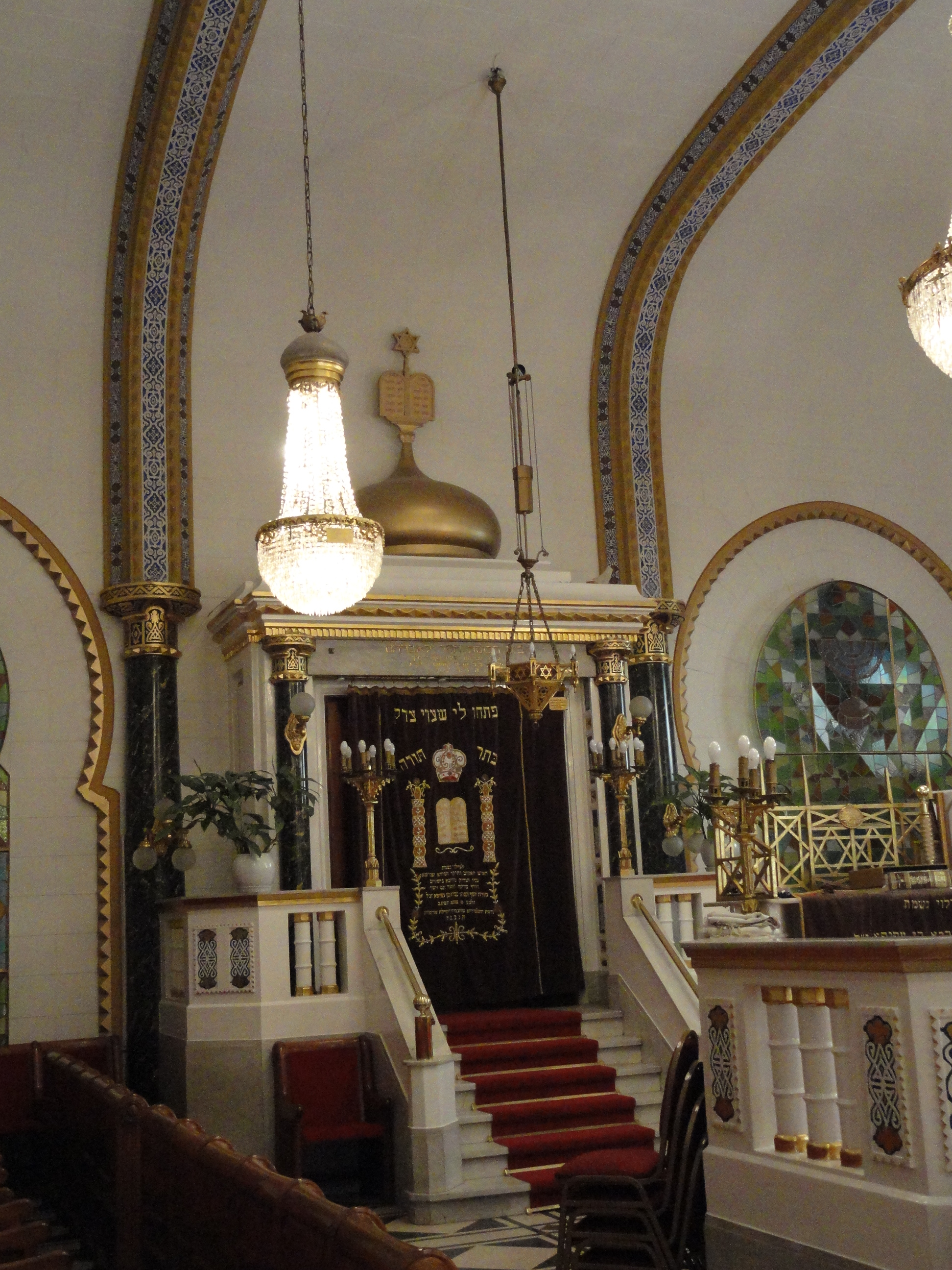
L'Arche Sainte

On accède à la salle de prière après avoir traversé une petite cour. La porte à arc surbaissé outrepassé se trouve dans l'axe de la Bimah et de l'Arche Sainte. Le plafond plan, à retombée en quart de cercle, est orné de quatre fausses poutres de section trapézoïdale, décorées d'arabesques géométriques bleues sur fond blanc, et reposant sur des colonnes cylindriques. Ces quatre poutres, deux dans chaque axe de la salle, délimitent en se croisant une verrière octogonale représentant une étoile de David qui procure à la salle une lumière zénithale. Sur le mur droit de la salle, trois baies rectangulaires, surmontées d'une imposte trilobée à verre transparent. À gauche, le mur donne sur la pièce réservée aux femmes, et  est percé symétriquement au mur de droite par des baies, surmontées d'imposte trilobé. La baie centrale possède des panneaux coulissants, permettant aux femmes de voir la salle principale. Cinq lustres montgolfière à pendeloques en cristal de Baccarat pendent du plafond et permettent un éclairage nocturne. 
La Bimah est située au centre de la salle selon le rite séfarade. L'Arche Sainte sur le mur du fond est disposée en hauteur. On y accède en montant six marches. L'entablement de marbre blanc souligné d'une corniche à motifs dorés, soutenu par deux colonnes de marbre marron foncé à chapiteau doré, est couronné d'un demi-dôme à bulbe doré, lui-même surmonté des Tables de la Loi et d'une étoile de David entièrement dorés.  
La pièce pour les femmes, possède aussi une verrière octogonale offrant un éclairage zénithal. Le mur situé vers la salle de prière communique à la salle de prière par des panneaux coulissants. Le reste du mur accueille deux bibliothèques à étagères entièrement couvertes de livres de prière et d'étude.

## Galerie

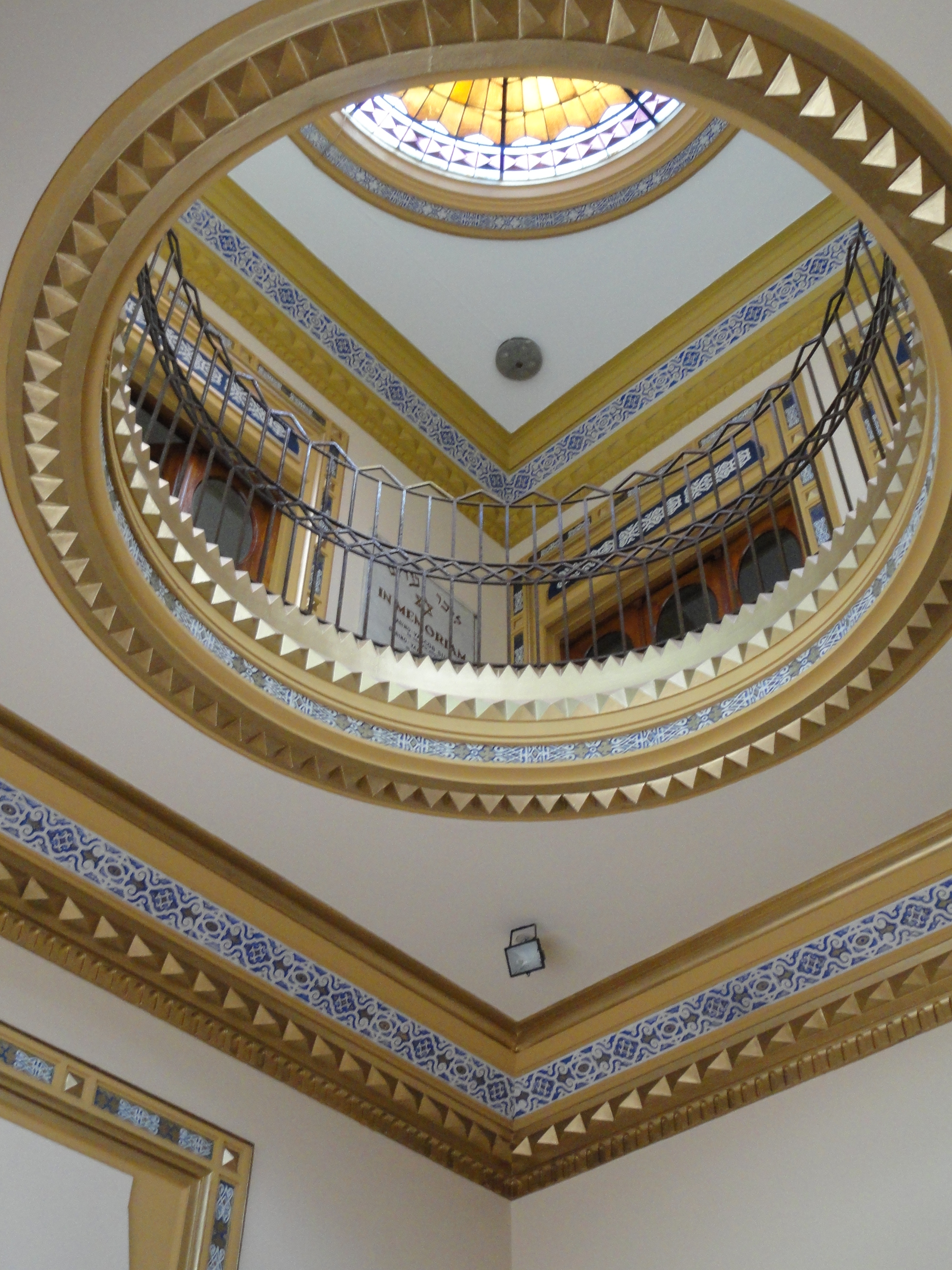
Bâtiment sur rue. Ouverture entre les deux niveaux
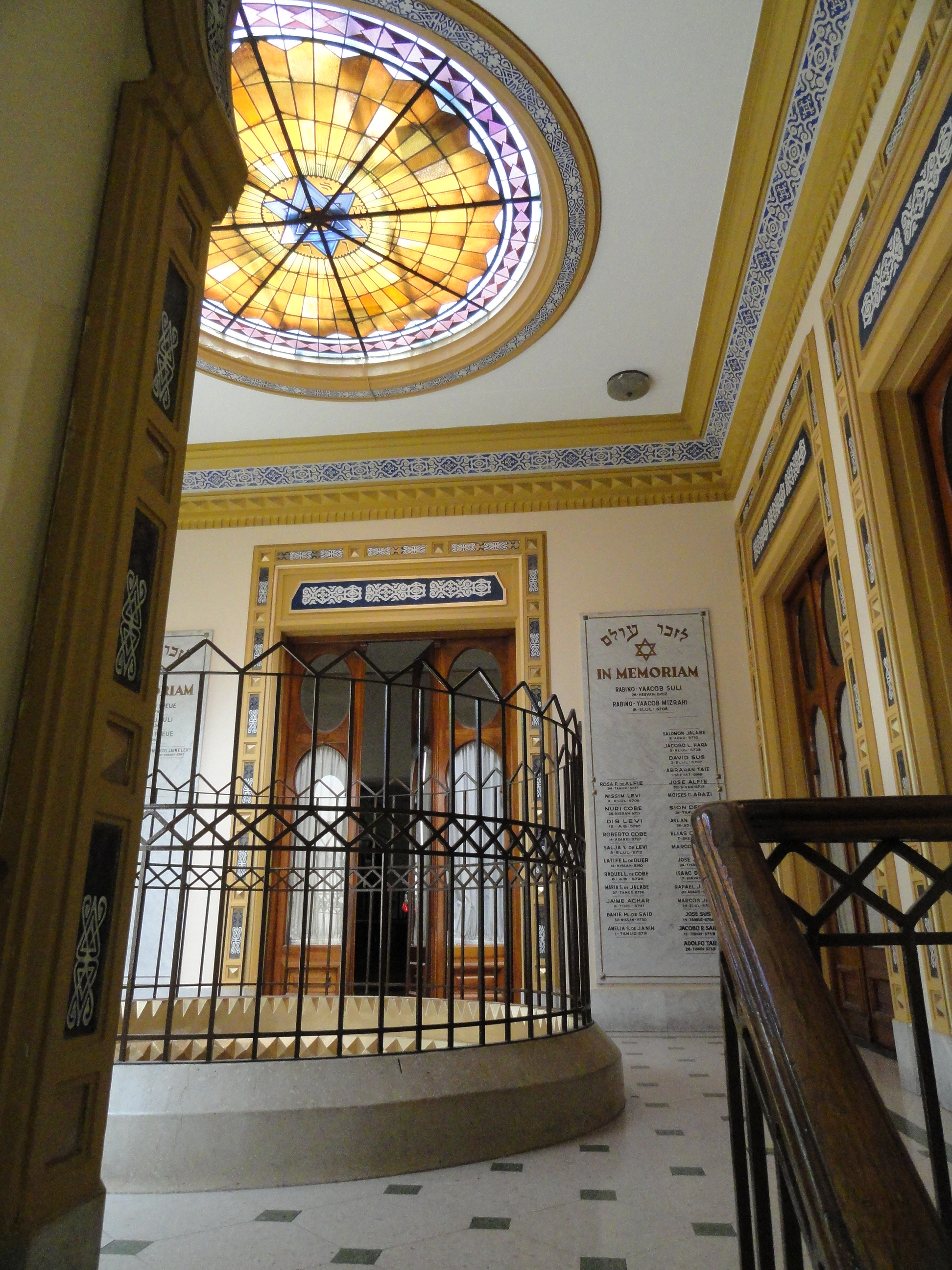
Bâtiment sur rue. Premier étage avec verrière
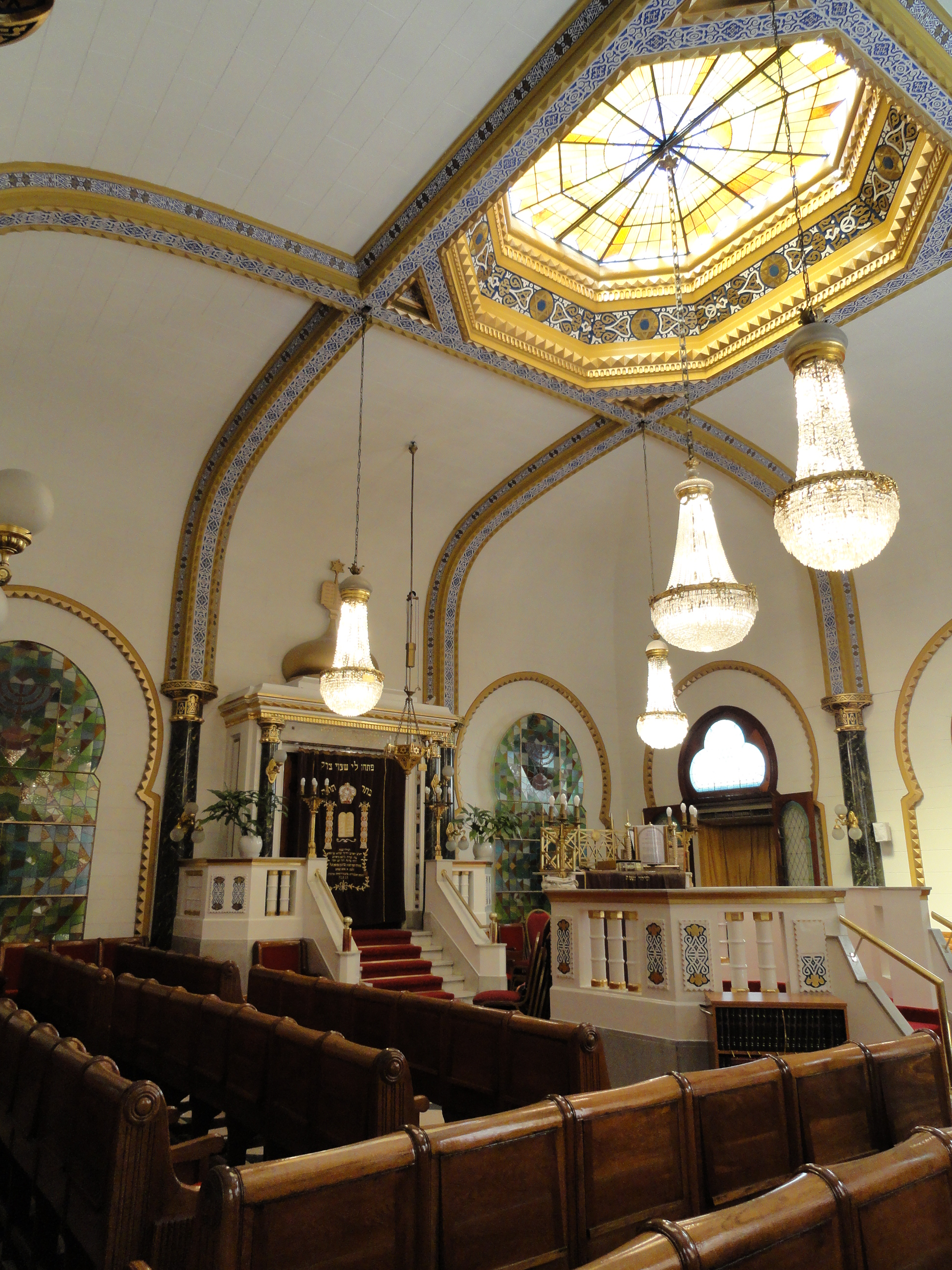
La salle de prière pour les hommes
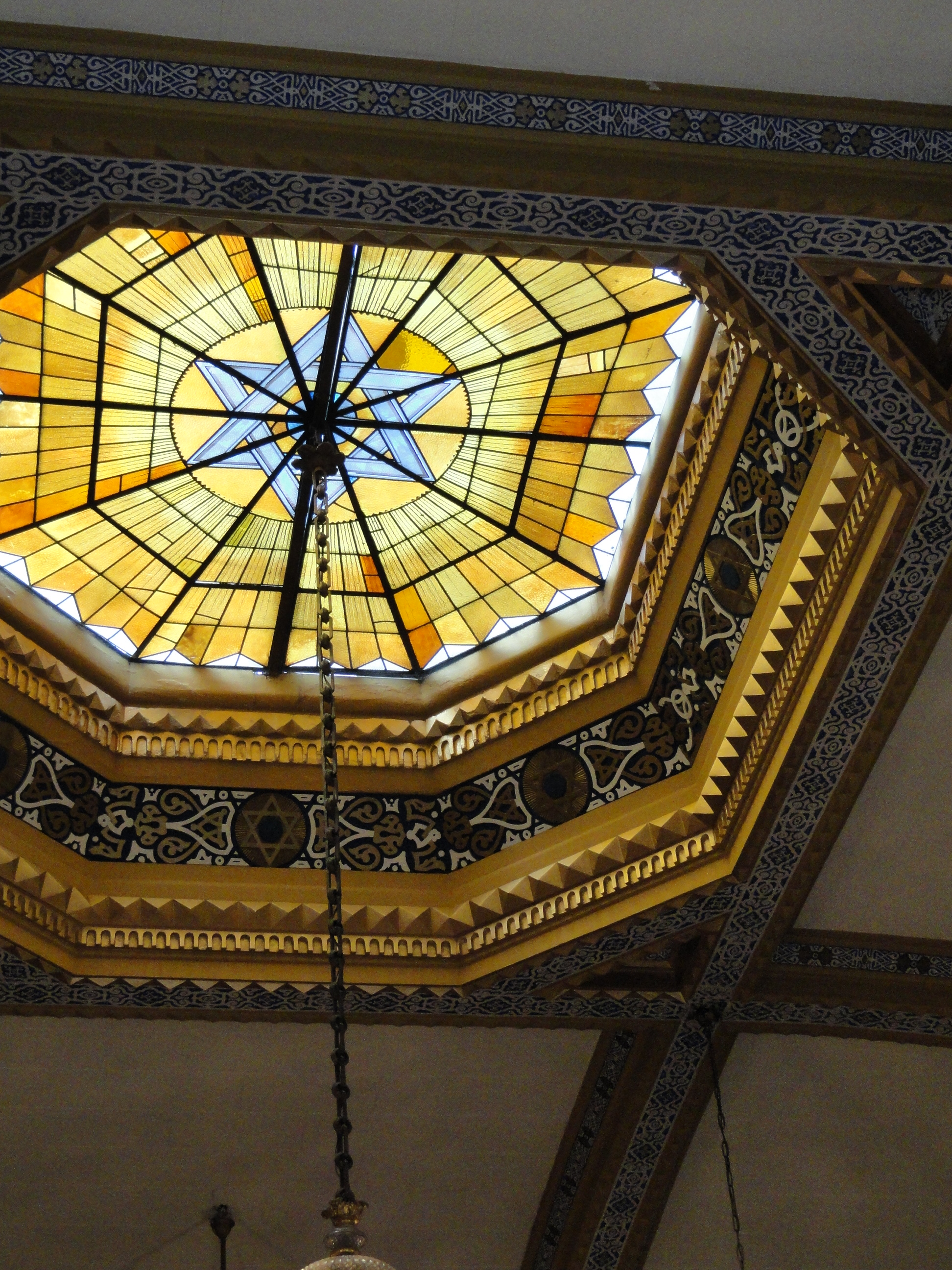
Verrière dans la salle de prière pour les hommes
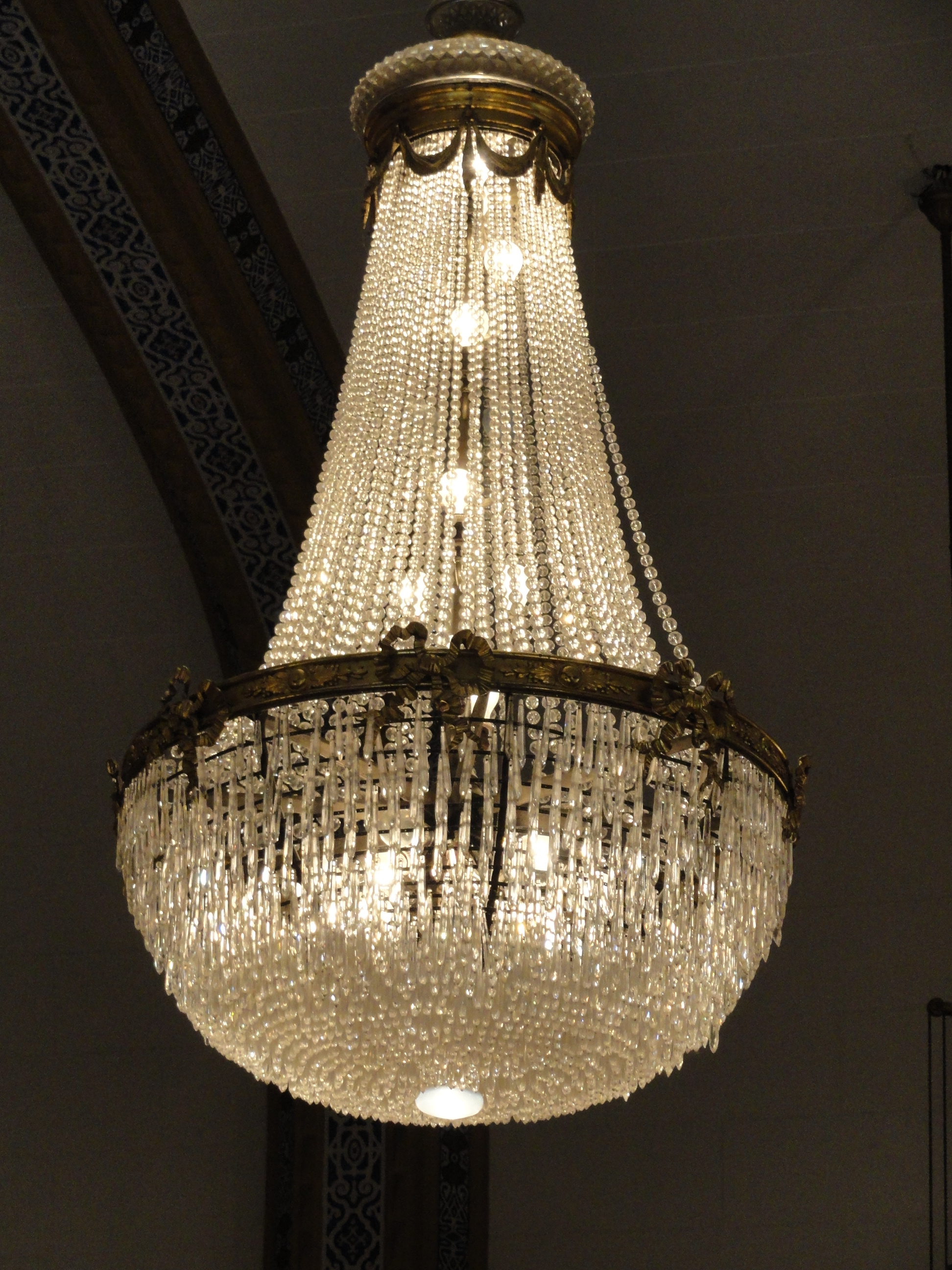
Lustre en cristal de Baccarat

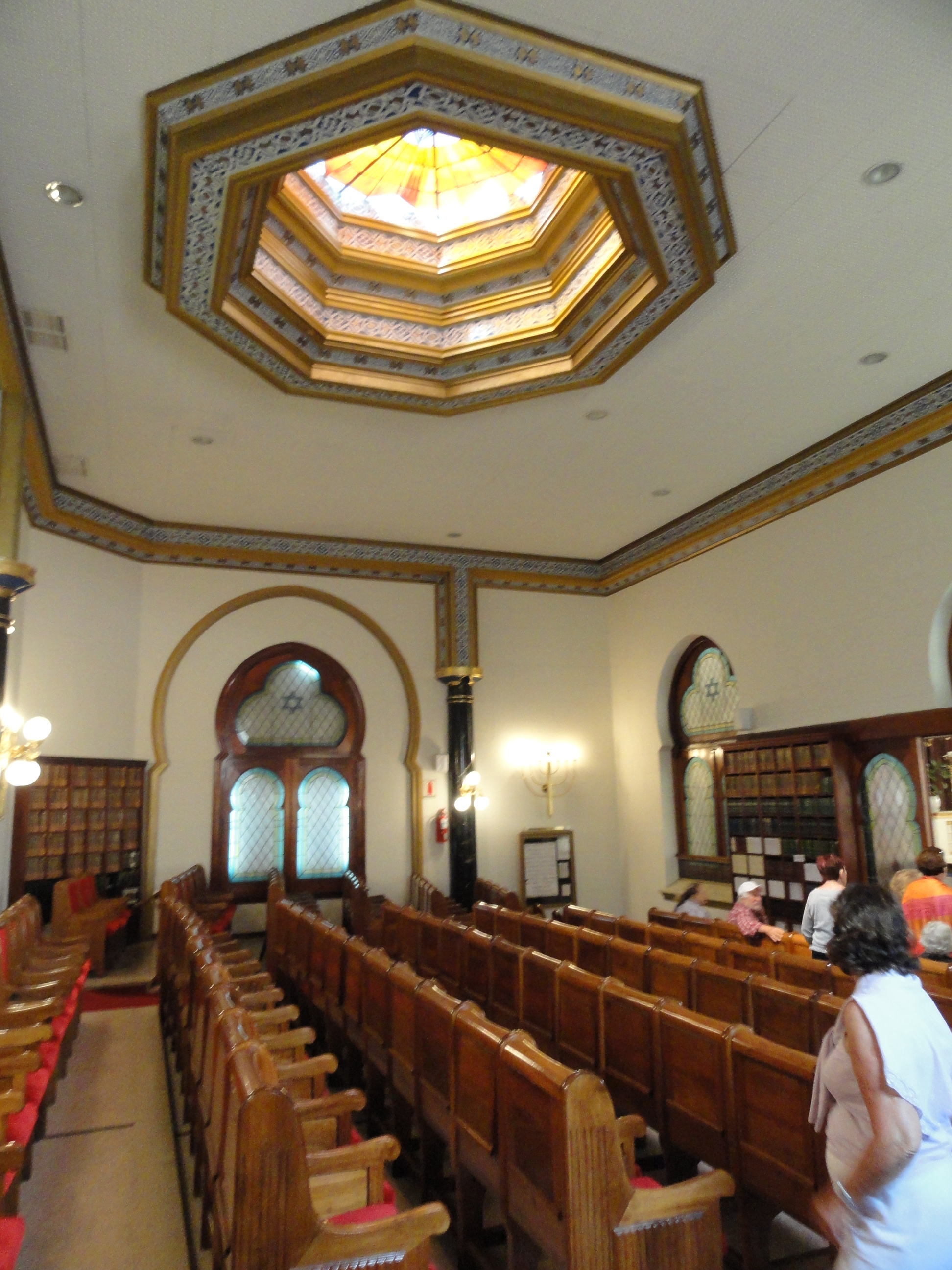
La salle de prière pour les femmes
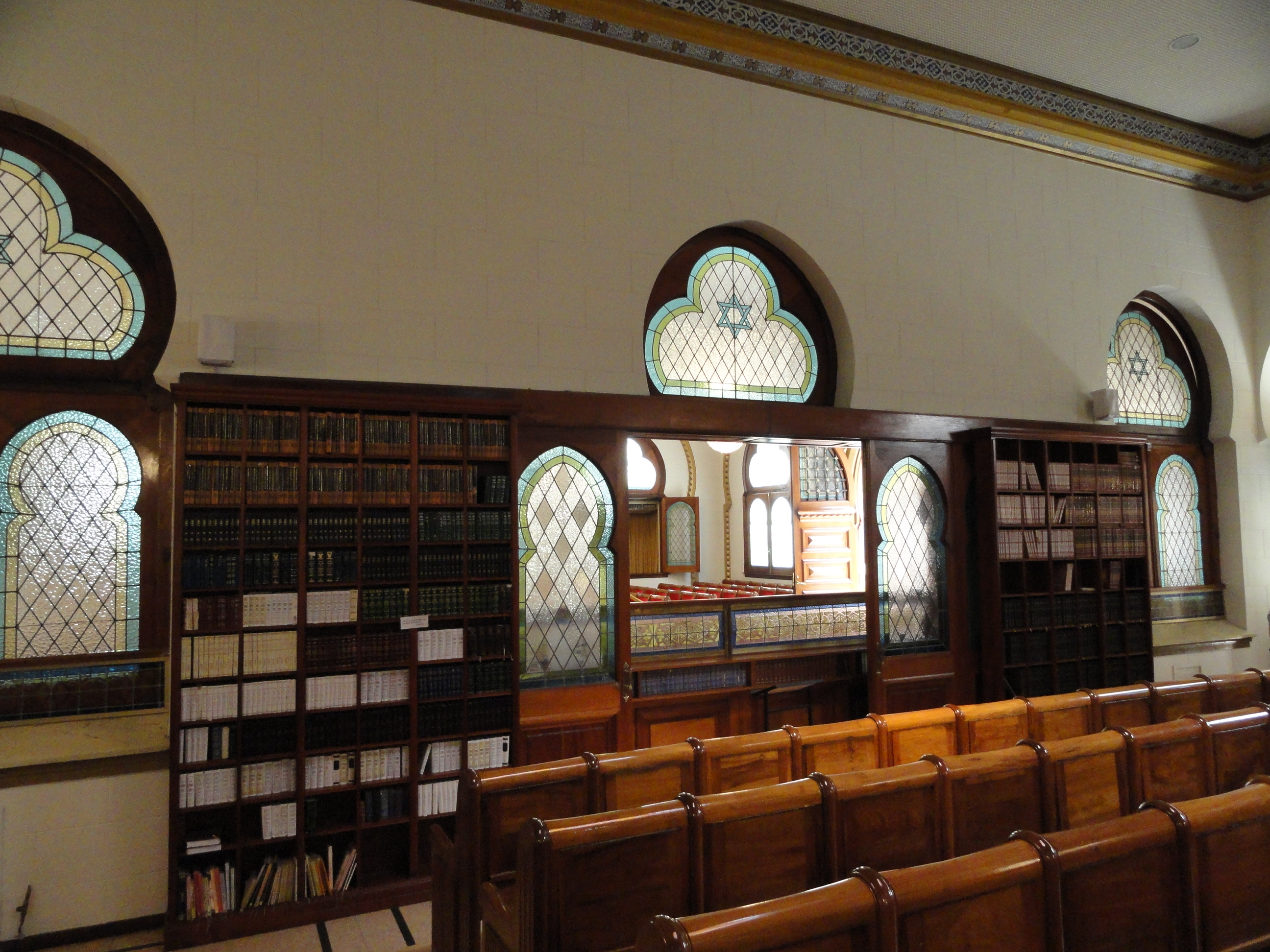
Séparation entre la salle de prière pour les femmes et celle des hommes